# マリー・ド・サン＝ポル
マリー・ド・サン＝ポル（フランス語：Marie de Saint-Pol, 1303年ごろ - 1377年3月16/17日）は、2代ペンブルック伯エイマー・ド・ヴァランスの2番目の妃。
ケンブリッジ大学ペンブルック・カレッジの創立者として知られる。

## 生涯

### 家族と生い立ち
マリーはフランスの有力貴族シャティヨン家に生まれた。13世紀から14世紀にかけて、シャティヨン家は他のどの貴族よりも頻繁に王室と婚姻関係を結び、フランスの枢機卿や軍司令官などの重要な地位を占めていたことで知られた。マリー自身はブルターニュ公シャルルの父といとこの関係にあった。マリーはサン＝ポル伯ギー4世とマリー・ド・ブルターニュの四女として生まれ、4人の姉妹と2人の兄弟がいたが、幼少期については何も知られていない。また、母親を通じてイングランド王ヘンリー3世の曾孫でもあった。

### ペンブルック伯との結婚
マリーは1321年にパリにおいて2代ペンブルック伯エイマー・ド・ヴァランスと結婚した。フランス王フィリップ5世とイングランド王エドワード2世の両方がこの結婚交渉に関与した。結婚したとき、マリーはまだ17歳であったが、夫はすでに50歳であった。1320年にエイマーの最初の妻ベアトリス・ド・クレルモンが亡くなっており、マリーとは2度目の結婚でなった。エイマーが1324年6月23日にフランスで死去したこと以外、2人の3年間の結婚生活についてはほとんど何も知られていない。2人の間には子供がいなかった。
伝説によると、1324年に結婚を祝うために設けられた親善試合で夫が目の前で殺され、マリーはたった1日のうちに未婚の身から、妻、そして未亡人になったという。しかし、他の資料ではエイマーが殺害されたか卒中で亡くなったとしている。
エイマーの死後、マリーはその莫大な富を宗教的および慈善活動のために自由に使えるようになった。

### リーズのテンプル・ニューサム
1327年、マリーはハートフォード、ハヴァフォード、ハイアム・フェラーズ、モンマス、ホーデナックの領地と引き換えに、イングランド王エドワード3世からリーズのテンプル・ニューサムの領地を与えられた。 証書には、エドワードの「親愛なる親族の女性」のためのものであり、その財産は年間70ポンドの価値があると記載されていた。マリーには現在のノース・ヨークシャーにあるテンプル・ハーストの領地も与えられ、その財産は年間30ポンド相当であった。マリーはテンプル・ニューサムの邸宅を50年間保持した。マリーがそこに住み、その場所に家を建てたかどうかは不明であるが、おそらく居を構えていたとみられている。

### デニー修道院

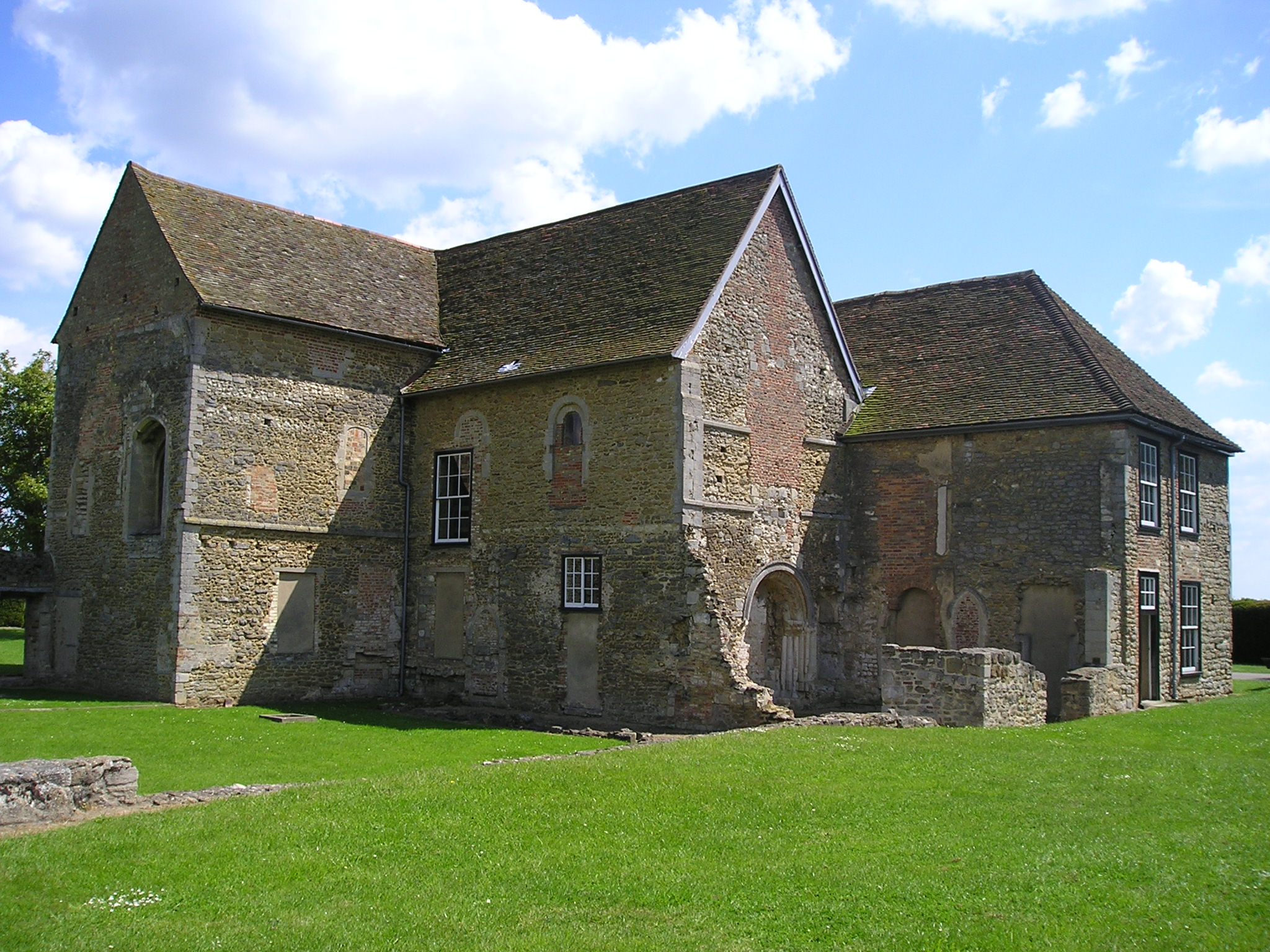
デニー修道院

Marie adapted part of the abbey as a home. The former choir of the church was pulled down and Marie built a more spacious cho1336 年、マリーはエドワード3世からケンブリッジシャーのデニー・マナーを与えられ、1342年にはそこにフランシスコ会女子修道院を創建した。この修道会はクララ会として知られている。近くにあったウォータービーチ修道院が閉鎖されると、この修道院は拡大された。マリーは修道院の一部を家として改造した。教会の以前の聖歌隊席は取り壊され、マリーは自身と修道女たちで分担して、より広々とした聖歌隊席を建設した。旧身廊も分割され、一部がマリーの私邸に転用された。教会の南側通路は取り壊され、女官と内部職員のために2階建ての建物が建てられた。マリーの死後、この施設は修道女のための客用の宿泊施設となった。

### ペンブルック・カレッジの創立
1347年にエドワード3世が発行した特許状により、マリーはケンブリッジに学者の家を創建する権限を与えられ、学者が大学の学部で学ぶことができるようになり、さらにケンブリッジに住居も与えられた。その結果創建されたカレッジはホール・オブ・ヴァランス＝メアリーとして知られ、現在ではペンブルック・カレッジとして知られており、700名を超える学生と研究員が在籍している。このカレッジは創立時から同じ場所に存続する最も古いケンブリッジ大学のカレッジとなっている。1355年および1366年に、マリーは教皇の勅令を得て大学に独自の礼拝堂を創設した。これがケンブリッジに建てられた最初の大学礼拝堂であった。この礼拝堂の建物は、大学の門舎のすぐ左側に旧図書館として今も存在している（クリストファー・レンによって南に建てられた後の古典的な礼拝堂とは異なる）。
このカレッジの最初の規定では、フランス生まれでイングランドの他の場所ですでに学んだ学生を優先していた。カレッジの設立は、マリーの敬虔さと教育への関心を示している。マリーはキリスト教のフランシスコ会を支持していたため、常に監督官の少なくとも1人はフランシスコ会の修道士であることを要求した。さらに、中世キリスト教の教義に従い、30人の学者を収容し支援するというこの種の遺贈は、マリーの魂に利益をもたらした。
マリーは、大学の研究員をデニー修道院の修道女の助言者や講師として手配した。

## 晩年

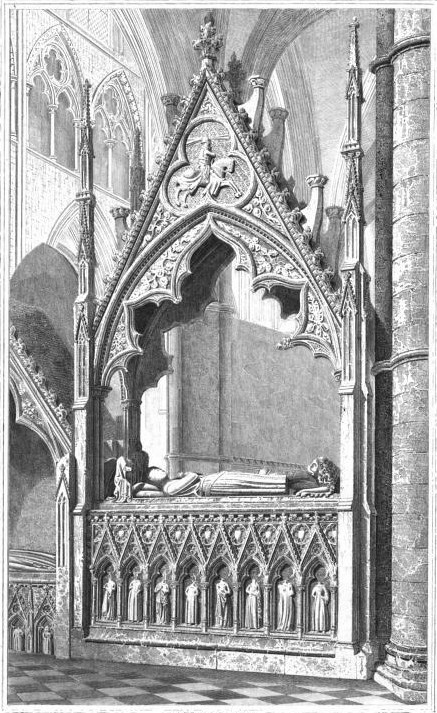
マリーの夫エイマー・ド・ヴァランスの墓（ウェストミンスター寺院）

マリーはイギリス王とフランス王の両方と重要な関係を持っていた。1326年、エドワード2世はすべてのフランス人を逮捕するという王命からマリーを免除し、エドワード3世は1337年に外国人から土地を没収するという対象からマリーを免除した。マリーは自らの権利として保持していたフランスの領地に加えて、夫のものであった領地も取得した。しかし、1372年にマリーのフランスの領地はフランス王シャルル5世により没収された。
マリーは1377年2月20日にエセックスのグレート・ブラクステッドにあったブラクステッド・パークの邸宅で遺言書を作成し、その中にはフランシスコ会の修道女としてデニー修道院の礼拝堂の聖歌隊席に埋葬されることを希望することが記されていた。マリーは1377年3月16日または17日に亡くなり、ケンブリッジの北、イーリーへの道沿いにあるデニー修道院に埋葬された。後に修道院は農家となり、マリーの墓の痕跡はすべて失われた。マリーは主祭壇の隣に埋葬されたと考えられている。現在、敷地は芝生となっている。
1992年、ウェストミンスター寺院の北側回廊にある夫エイマーの墓像の向かい側の柱に記念碑が設置された。修道院建築家のドナルド・バットレスによって設計されたこの記念碑は、部分的に金メッキが施されたスレートと石で作られており、伯爵夫人の紋章と次のような碑文が刻まれている。
MARY DE ST POL COUNTESS OF PEMBROKE 1304 AD 1377.（マリー・ド・サン＝ポル、ペンブローク伯爵夫人、1304年 - 1377年）